# زیبابین (فیلم ۱۹۹۰)
«زیبابین» (انگلیسی: Kaleidoscope (1990 film)) یک فیلم است که در سال ۱۹۹۰ منتشر شد. از بازیگران آن می‌توان به جاکلین اسمیت و پری کینگ اشاره کرد.